# Dominik Hašek
Dominik Hašek, geb. Kaštánek, (* 29. Januar 1965 in Pardubice, Tschechoslowakei) ist ein ehemaliger tschechischer Eishockeytorwart. Er stand zuletzt bis April 2011 beim HK Spartak Moskau in der Kontinentalen Hockey-Liga unter Vertrag. In der National Hockey League war er für die Chicago Blackhawks, Buffalo Sabres, Detroit Red Wings und Ottawa Senators aktiv.
Der „Dominator“– wie er auch genannt wurde – zählte vor allem in den 1990er-Jahren zu den dominierenden Torhütern und gewann in der Zeit als einziger Torhüter zweimal in Folge die Hart Memorial Trophy als wertvollster Spieler der Liga. Er wurde sechsmal mit der Vezina Trophy als bester Torwart der NHL ausgezeichnet. Er gewann mit den Detroit Red Wings zweimal den Stanley Cup und mit der tschechischen Nationalmannschaft die olympische Goldmedaille. Seit 2014 ist er Mitglied der Hockey Hall of Fame und seit 2015 der IIHF Hall of Fame.

## Sportlicher Werdegang
Seit seiner frühen Kindheit bis zur Saison 1988/89 spielte er bei seinem Heimatverein HC Pardubice, danach wechselte er für eine Saison zu Dukla Jihlava. Sein großes Vorbild war der tschechische Nationaltorwart Karel Lang, auch „Der Hexer“ genannt.
Bereits mit 18 Jahren wurde Hašek beim NHL Entry Draft 1983 von den Chicago Blackhawks in der zehnten Runde als 199. Spieler ausgewählt. Der 1,80 m große Tscheche musste aber noch sieben Jahre warten, bis er von den Chicago Blackhawks einen Vertrag erhielt und 1990 nach Nordamerika wechseln konnte. Dort bestritt er am 6. November 1990 sein erstes NHL-Spiel gegen die Hartford Whalers. Das Spiel endete 1:1 und Hašek konnte 28 von 29 Schüssen abwehren. Bei den Chicago Blackhawks schaffte es Dominik Hašek jedoch nie, Stammtorhüter zu werden – zwischen 1990 und 1992 spielte er vorwiegend für das Farmteam in Indianapolis (IHL). Am 7. August 1992 wechselte Dominik Hašek im Austausch gegen Stéphane Beauregard zu den Buffalo Sabres. In seinem ersten Jahr bei den Sabres wechselte er sich mit Grant Fuhr und Daren Puppa im Tor ab, ehe er in der Saison 1993/94 erster Torhüter wurde, zusammen mit Ersatzgoalie Grant Fuhr die William M. Jennings Trophy für die wenigsten Gegentreffer erhielt und selbst als bester Torhüter der Liga mit der Vezina Trophy geehrt wurde. 1996 erhielt er erneut die Vezina Trophy. Und in den Jahren 1997 und 1998 wurde er zweimal in Folge als bester Spieler mit dem Lester B. Pearson Award, als wertvollster Spieler mit der Hart Memorial Trophy und als bester Torhüter der NHL mit der Vezina Trophy ausgezeichnet. Trotz der vielen persönlichen Erfolge fehlte ihm noch ein großer Titel mit der Mannschaft. Immerhin konnte er mit dem tschechischen Team bei den Olympischen Winterspielen 1998 die Goldmedaille gewinnen.

### Rücktritt und Comeback
Ursprünglich hatte Hašek nach der verletzungsbedingt nicht erfolgreichen Saison 1999/2000 seinen Rücktritt angekündigt, machte dann doch einen Rückzieher. Während der Saison 2000/01 erklärte Hašek, dass er 2002 mit Tschechien die Goldmedaille von Nagano (Japan) in Salt Lake City (USA) verteidigen wolle. Um sich optimal auf dieses Ereignis vorzubereiten, erklärte er, ein weiteres Jahr in der NHL Eishockey zu spielen. Nach dieser Saison bekam Dominik Hašek zum sechsten Mal die Vezina Trophy als bester Torhüter der NHL verliehen.

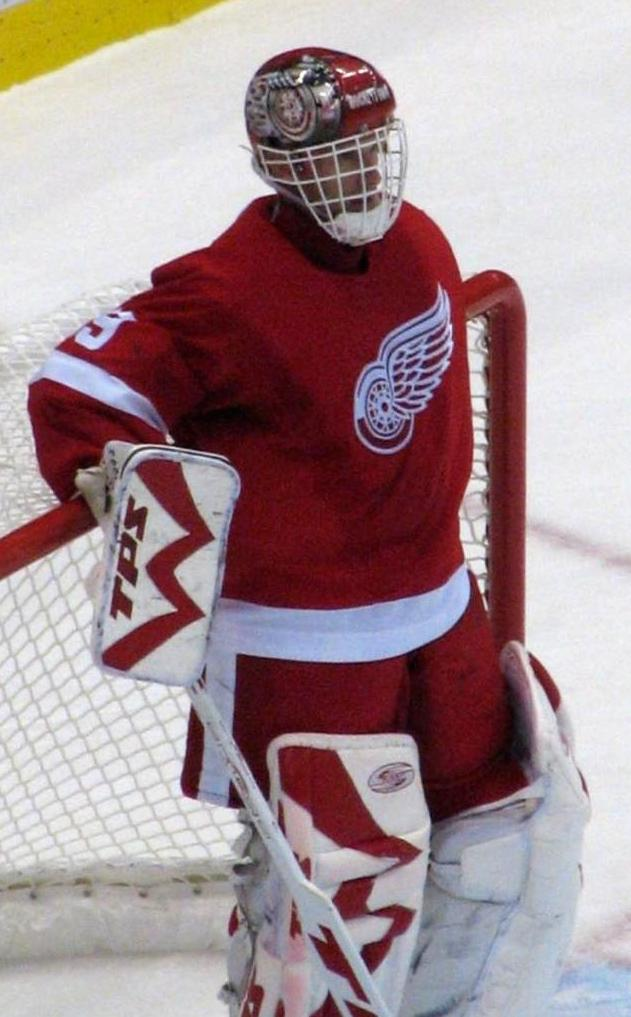
Hašek im Trikot der Detroit Red Wings

Am 1. Juli 2001 wechselte Hašek, im Austausch gegen Wjatscheslaw Koslow und zwei Erstrunden-Draft-Picks, von den Buffalo Sabres zu den Detroit Red Wings. Er unterschrieb einen Jahresvertrag mit einer Option auf zwei weitere Jahre. Es war Hašeks letzte Chance, den Stanley Cup zu gewinnen. Diese Möglichkeit wusste er nach einer herausragenden Saison mit den Red Wings zu nutzen. Im Finale wurden die Carolina Hurricanes in der Serie mit 4:1 besiegt. Hašek hatte in den Play-offs sechs Shutouts, was einen neuen NHL-Rekord bedeutete. Die angestrebte Verteidigung der olympischen Goldmedaille gelang ihm allerdings nicht.
Etwa eine Woche nach dem Finale gab Hašek am 25. Juni 2002 seinen Rücktritt vom professionellen Eishockey bekannt und ging mit seiner Familie zurück nach Tschechien. Ein Jahr später, in der Saison 2003/2004, gab er sein Comeback bei den Red Wings, wo er aufgrund von Verletzungen jedoch nur 14 Begegnungen bestritt. Hašek wurde 2005 nach dem Lockout von den Ottawa Senators als Free Agent verpflichtet und absolvierte in der Saison 2005/06 43 Spiele, kam in den Play-offs aber nicht zum Einsatz, da er sich bei den Olympischen Winterspielen 2006 im ersten Spiel gegen Deutschland verletzte und für den Rest der Saison ausfiel. Das tschechische Team gewann trotzdem die Bronzemedaille.
Nach dem Ende der Saison deutete alles darauf hin, dass der mittlerweile 41-Jährige seine Karriere endgültig beenden würde, besonders da er in den vergangenen Jahren häufig verletzt war. Die Ottawa Senators ersetzten ihn durch den neun Jahre jüngeren Martin Gerber und verlängerten den Vertrag mit Hašek nicht. Doch am 31. Juli unterzeichnete Hašek einen Ein-Jahres-Vertrag bei seinem alten Arbeitgeber, den Detroit Red Wings.
Hašek konnte somit noch einmal nach dem Stanley Cup greifen. Er war zwar die Nummer eins in Detroit, doch die Anzahl seiner Einsätze wurde von Trainer Mike Babcock vorsichtig dosiert, da man keine Verletzungsgefahren durch zu viele Spiele riskieren wollte. So saß Hašek fast nie auf der Ersatzbank, wenn er mal nicht eingesetzt wurde, da das Verletzungsrisiko bei einer möglichen Einwechslung zu groß gewesen wäre. Seine Back-up-Goalies waren Chris Osgood und Joey MacDonald. Hašek überstand die Saison ohne größere Verletzungen und gehörte wieder zu den besten Torhütern der Liga. Besonders in den Playoffs hatte er wegen seiner starken Leistungen großen Anteil am Einzug ins Finale der Western Conference.
Nach der Saison verlängerte er seinen Vertrag noch einmal um ein Jahr, diesmal warfen ihn jedoch wieder mehrfach Verletzungen zurück, sodass er nur die Hälfte der Spiele absolvieren konnte, aber trotzdem zusammen mit Chris Osgood die William M. Jennings Trophy für die wenigsten Gegentore erhielt. Als Nummer eins ging Hašek für die Red Wings in die Playoffs, zeigte allerdings in der ersten Runde gegen die Nashville Predators Schwächen, woraufhin er durch Osgood ersetzt wurde. Detroit zog bis ins Finale gegen die Pittsburgh Penguins ein, wo sie nach sechs Spielen den Stanley Cup gewannen.
Wenige Tage nach dem zweiten Stanley-Cup-Sieg seiner Laufbahn gab Hašek am 9. Juni 2008 bekannt, dass er im Alter von 43 Jahren seine Karriere endgültig beenden würde.

### Erneutes Comeback in der Heimat
Am 21. April 2009 kündigte Dominik Hašek im Alter von 44 Jahren jedoch ein weiteres Comeback an. In der Saison 2009/10 spielte er für seinen Heimatverein HC Eaton Pardubice in der tschechischen Extraliga und konnte mit diesem die Tschechische Meisterschaft gewinnen. Im Juni 2010 wechselte der inzwischen 45-jährige zum HK Spartak Moskau aus der Kontinentalen Hockey-Liga. Dort wurde sein Vertrag am Ende der Saison 2010/11 nicht verlängert.

## Schattenseiten
Neben seinen herausragenden sportlichen Fähigkeiten fiel Hašek schon mehrmals negativ durch sein hohes Temperament auf. Während der Saison 1996/97 griff er einen Reporter an. Bei einem freundschaftlichen Inlinehockey-Spiel in Tschechien verletzte er einen Gegenspieler, den er von hinten niedergecheckt hatte. Er erhielt dafür vom tschechischen Inlinehockeyverband eine einjährige Sperre.

## Besonderheiten
Nach Hašek ist eine Torhüterparade, die sogenannte Hašek-Rolle, benannt worden. Dabei lässt der am Boden liegende Torwart seine Torhüterkelle los und greift mit der freien Hand über den Kopf, um so den Puck abzuwehren. Hauptsächlich wird dieses Manöver in 1-zu-1-Situationen genutzt, wenn der angreifende Spieler den Torwart bereits umspielt hat. Hašek war der erste, der diese Bewegung nutzte.
Des Weiteren trägt Hašek grundsätzlich keine Torwartmaske mit Cat-Eye-Gitter, sondern immer einen Spielerhelm mit Cage-Gitter (Cage (engl). = Käfig).

## Privat
Hašeks Tochter Dominika ist Sängerin und Mitglied der tschechisch-norwegischen Elektropop-Band We Are Domi, die Tschechien 2022 beim Eurovision Song Contest vertritt.

## Erfolge und Auszeichnungen
| - 1987 Tschechoslowakischer Meister mit Tesla Pardubice - 1989 Tschechoslowakischer Meister mit Tesla Pardubice - 1991 IHL First All-Star Team - 1992 NHL All-Rookie Team - 1994 Vezina Trophy - 1994 William M. Jennings Trophy (gemeinsam mit Grant Fuhr) - 1994 NHL First All-Star Team - 1995 Vezina Trophy - 1995 NHL First All-Star Team - 1996 Teilnahme am NHL All-Star Game - 1997 Teilnahme am NHL All-Star Game - 1997 Hart Memorial Trophy - 1997 Lester B. Pearson Award - 1997 Vezina Trophy - 1997 NHL First All-Star Team - 1997 NHL-Spieler des Monats Dezember - 1998 Teilnahme am NHL All-Star Game - 1998 NHL-Spieler des Monats Februar - 1998 Hart Memorial Trophy - 1998 Lester B. Pearson Award | - 1998 Vezina Trophy - 1998 NHL First All-Star Team - 1998 NHL-Spieler des Monats Dezember - 1999 Teilnahme am NHL All-Star Game - 1999 Vezina Trophy - 1999 NHL First All-Star Team - 2000 Teilnahme am NHL All-Star Game (verletzungsbedingte Absage) - 2001 Teilnahme am NHL All-Star Game - 2001 Vezina Trophy - 2001 William M. Jennings Trophy - 2001 NHL First All-Star Team - 2002 Teilnahme am NHL All-Star Game - 2002 Stanley-Cup-Gewinn mit den Detroit Red Wings - 2008 William M. Jennings Trophy (gemeinsam mit Chris Osgood) - 2008 Stanley-Cup-Gewinn mit den Detroit Red Wings - 2010 Tschechischer Meister mit dem HC Pardubice - 2011 KHL All-Star Game - 2011 KHL-Torwart des Monats Januar - 2014 Aufnahme in die Hockey Hall of Fame - 2015 Aufnahme in die IIHF Hall of Fame |

### International
| - 1982 Bester Torhüter der Junioren-Europameisterschaft - 1982 All-Star-Team der Junioren-Europameisterschaft - 1983 Silbermedaille bei der Junioren-Weltmeisterschaft - 1983 Bester Torhüter der U20-Junioren-Weltmeisterschaft - 1983 Silbermedaille bei der Weltmeisterschaft - 1985 Silbermedaille bei der U20-Junioren-Weltmeisterschaft - 1987 Bronzemedaille bei der Weltmeisterschaft - 1987 Bester Torhüter der Weltmeisterschaft - 1987 All-Star-Team der Weltmeisterschaft | - 1989 Bronzemedaille bei der Weltmeisterschaft - 1989 Bester Torhüter der Weltmeisterschaft - 1989 All-Star-Team der Weltmeisterschaft - 1990 Bronzemedaille bei der Weltmeisterschaft - 1990 All-Star-Team der Weltmeisterschaft - 1998 Benennung eines Asteroiden nach ihm: (8217) Dominikhašek - 1998 Goldmedaille bei den Olympischen Winterspielen - 1998 Bester Torhüter bei den Olympischen Winterspielen - 2006 Bronzemedaille bei den Olympischen Winterspielen |

## Karrierestatistik
| 1981–1982        | HC Pardubice                 | ČSSR                         | 12           |              |              |              | 661          | 34           |              | 3.09         | –            | –            | –            | –            | –    | –   | –  | –    |
| 1982–1983        | HC Pardubice                 | ČSSR                         | 42           |              |              |              | 2358         | 105          |              | 2.67         | –            | –            | –            | –            | –    | –   | –  | –    |
| 1983–1984        | HC Pardubice                 | ČSSR                         | 40           |              |              |              | 2304         | 108          |              | 2.81         | –            | –            | –            | –            | –    | –   | –  | –    |
| 1984–1995        | HC Pardubice                 | ČSSR                         | 42           |              |              |              | 2419         | 131          |              | 3.25         | –            | –            | –            | –            | –    | –   | –  | –    |
| 1985–1986        | HC Pardubice                 | ČSSR                         | 45           |              |              |              | 2689         | 138          |              | 3.08         | –            | –            | –            | –            | –    | –   | –  | –    |
| 1986–1987        | HC Pardubice                 | ČSSR                         | 43           |              |              |              | 2515         | 103          |              | 2.46         | –            | –            | –            | –            | –    | –   | –  | –    |
| 1987–1988        | HC Pardubice                 | ČSSR                         | 31           |              |              |              | 1862         | 93           |              | 3.00         | –            | –            | –            | –            | –    | –   | –  | –    |
| 1988–1989        | HC Pardubice                 | ČSSR                         | 42           |              |              |              | 2507         | 114          |              | 2.73         | –            | –            | –            | –            | –    | –   | –  | –    |
| 1989–1990        | HC Dukla Jihlava             | ČSSR                         | 40           |              |              |              | 2251         | 80           |              | 2.13         | –            | –            | –            | –            | –    | –   | –  | –    |
| 1990–1991        | Indianapolis Ice             | IHL                          | 33           | 20           | 11           | 1            | 1903         | 80           | 5            | 2.52         | 1            | 1            | 0            | –            | 60   | 3   | 0  | 3.00 |
|                  | Chicago Blackhawks           | NHL                          | 5            | 3            | 0            | 1            | 195          | 8            | 0            | 2.46         | 3            | 0            | 0            | –            | 68   | 3   | 0  | 2.62 |
| 1991–1992        | Indianapolis Ice             | IHL                          | 20           | 7            | 10           | 3            | 1162         | 69           | 1            | 3.56         | –            | –            | –            | –            | –    | –   | –  | –    |
|                  | Chicago Blackhawks           | NHL                          | 20           | 10           | 4            | 1            | 1014         | 44           | 1            | 2.60         | 3            | 0            | 2            | –            | 157  | 8   | 0  | 3.05 |
| 1992–1993        | Buffalo Sabres               | NHL                          | 28           | 11           | 10           | 4            | 1428         | 75           | 0            | 3.15         | 1            | 1            | 0            | –            | 44   | 1   | 0  | 1.34 |
| 1993–1994        | Buffalo Sabres               | NHL                          | 58           | 30           | 20           | 6            | 3357         | 109          | 7            | 1.95         | 7            | 3            | 4            | –            | 483  | 13  | 2  | 1.61 |
| 1994–1995        | HC Pardubice                 | EL (CZ)                      | 2            | 1            | 0            | 1            | 124          | 6            | 0            | 2.90         | –            | –            | –            | –            | –    | –   | –  | –    |
|                  | Buffalo Sabres               | NHL                          | 41           | 19           | 14           | 7            | 2416         | 85           | 5            | 2.11         | 5            | 1            | 4            | –            | 309  | 18  | 0  | 3.49 |
| 1995–1996        | Buffalo Sabres               | NHL                          | 59           | 22           | 30           | 6            | 3416         | 161          | 2            | 2.83         | –            | –            | –            | –            | –    | –   | –  | –    |
| 1996–1997        | Buffalo Sabres               | NHL                          | 67           | 37           | 20           | 10           | 4036         | 153          | 5            | 2.27         | 3            | 1            | 1            | –            | 153  | 5   | 0  | 1.96 |
| 1997–1998        | Buffalo Sabres               | NHL                          | 72           | 33           | 23           | 13           | 4219         | 147          | 13           | 2.09         | 15           | 10           | 5            | –            | 947  | 32  | 1  | 2.03 |
| 1998–1999        | Buffalo Sabres               | NHL                          | 64           | 30           | 18           | 14           | 3816         | 119          | 9            | 1.87         | 19           | 13           | 6            | –            | 1217 | 36  | 2  | 1.77 |
| 1999–00          | Buffalo Sabres               | NHL                          | 35           | 15           | 11           | 6            | 2066         | 76           | 3            | 2.21         | 5            | 1            | 4            | –            | 301  | 12  | 0  | 2.39 |
| 2000–2001        | Buffalo Sabres               | NHL                          | 67           | 37           | 24           | 4            | 3904         | 137          | 11           | 2.11         | 13           | 7            | 6            | –            | 833  | 29  | 1  | 2.09 |
| 2001–2002        | Detroit Red Wings            | NHL                          | 65           | 41           | 15           | 8            | 3871         | 140          | 5            | 2.17         | 23           | 16           | 7            | –            | 1454 | 45  | 6  | 1.86 |
| 2002–2003        | kein Team wegen Karriereende | kein Team wegen Karriereende | –            | –            | –            | –            | –            | –            | –            | –            | –            | –            | –            | –            | –    | –   | –  | –    |
| 2003–2004        | Detroit Red Wings            | NHL                          | 14           | 8            | 3            | 2            | 816          | 30           | 2            | 2.20         | –            | –            | –            | –            | –    | –   | –  | –    |
| 2004–2005        | kein Team wegen NHL-Lockout  | kein Team wegen NHL-Lockout  | –            | –            | –            | –            | –            | –            | –            | –            | –            | –            | –            | –            | –    | –   | –  | –    |
| 2005–2006        | Ottawa Senators              | NHL                          | 43           | 28           | 10           | 4            | 2583         | 90           | 5            | 2.09         | –            | –            | –            | –            | –    | –   | –  | –    |
| 2006–2007        | Detroit Red Wings            | NHL                          | 56           | 38           | 11           | 6            | 3340         | 114          | 8            | 2.05         | 18           | 10           | 8            | –            | 1139 | 34  | 2  | 1.79 |
| 2007–2008        | Detroit Red Wings            | NHL                          | 41           | 27           | 10           | 3            | 2350         | 84           | 5            | 2.14         | 4            | 2            | 2            | –            | 205  | 10  | 0  | 2.91 |
| 2008–09          |                              | Karriereende                 | Karriereende | Karriereende | Karriereende | Karriereende | Karriereende | Karriereende | Karriereende | Karriereende | Karriereende | Karriereende | Karriereende | Karriereende |      |     |    |      |
| 2009–10          | HC Eaton Pardubice           | Extraliga                    | 36           | 24           | 12           | −            | 2066         | 77           | 3            | 2.24         | 13           | 12           | 1            | −            | 785  | 22  | 3  | 1.68 |
| 2010/11          | Spartak Moskau               | KHL                          | 46           | 23           | 19           | 3            | 2711         | 112          | 7            | 2.48         | 4            | 0            | 3            | 0            | 204  | 14  | 0  | 4.12 |
| ČSSR gesamt      | ČSSR gesamt                  | ČSSR gesamt                  | 337          |              |              |              | 19566        | 906          |              | 2.78         | –            | –            | –            | –            | –    | –   | –  | –    |
| IHL gesamt       | IHL gesamt                   | IHL gesamt                   | 53           | 27           | 21           | 4            | 3065         | 149          | 6            | 2.92         | 1            | 1            | 0            | –            | 60   | 3   | 0  | 3.00 |
| NHL gesamt       | NHL gesamt                   | NHL gesamt                   | 735          | 389          | 223          | 95           | 42836        | 1572         | 81           | 2.20         | 119          | 65           | 49           | –            | 7316 | 246 | 14 | 2.02 |
| Extraliga gesamt | Extraliga gesamt             | Extraliga gesamt             | 38           | 25           | 8            | 1            | 124          | 6            | 0            | 2.90         | –            | –            | –            | –            | –    | –   | –  | –    |

### International
| Vertrat die Tschechoslowakei bei: - Junioren-Europameisterschaft 1982 - Junioren-Weltmeisterschaft 1983 - Weltmeisterschaft 1983 - Canada Cup 1984 - Weltmeisterschaft 1985 - Weltmeisterschaft 1986 - Weltmeisterschaft 1987 - Canada Cup 1987 - Olympischen Winterspielen 1988 - Weltmeisterschaft 1989 - Weltmeisterschaft 1990 - Canada Cup 1991 | Vertrat Tschechien bei: - Olympischen Winterspielen 1998 - Olympischen Winterspielen 2002 - Olympischen Winterspielen 2006 |

| Jahr            | Team             | Veranstaltung   |    | GP | W  | L  | T    | MIN | GA | SO   | GAA |
| --------------- | ---------------- | --------------- | -- | -- | -- | -- | ---- | --- | -- | ---- | --- |
| 1982            | Tschechoslowakei | Jun.-EM         |    |    |    |    |      |     |    |      |     |
| 1983            | Tschechoslowakei | Jun.-WM         | 6  |    |    |    | 360  | 20  |    | 3.33 |     |
| 1983            | Tschechoslowakei | WM              | 2  | 1  | 1  | 0  | 120  | 5   | 1  | 2.50 |     |
| 1984            | Tschechoslowakei | Canada Cup      | 4  | 0  | 3  | 1  | 188  | 12  | 0  | 3.83 |     |
| 1985            | Tschechoslowakei | WM              | 7  | 4  | 0  | 2  | 380  | 10  | 0  | 1.58 |     |
| 1986            | Tschechoslowakei | WM              | 9  | 5  | 3  | 1  | 538  | 19  | 0  | 2.12 |     |
| 1987            | Tschechoslowakei | WM              | 9  | 5  | 2  | 2  | 520  | 19  | 1  | 2.19 |     |
| 1987            | Tschechoslowakei | Canada Cup      | 6  | 2  | 3  | 1  | 360  | 20  | 0  | 3.33 |     |
| 1988            | Tschechoslowakei | Olympia         | 5  | 3  | 2  | 0  | 217  | 18  | 1  | 4.98 |     |
| 1989            | Tschechoslowakei | WM              | 10 | 4  | 4  | 2  | 600  | 21  | 2  | 2.10 |     |
| 1990            | Tschechoslowakei | WM              | 8  | 5  | 3  | 0  | 480  | 20  | 1  | 2.50 |     |
| 1991            | Tschechoslowakei | Canada Cup      | 5  | 1  | 4  | 0  | 300  | 18  | 0  | 3.60 |     |
| 1998            | Tschechien       | Olympia         | 6  | 5  | 1  | 0  | 369  | 6   | 2  | 0.97 |     |
| 2002            | Tschechien       | Olympia         | 4  | 1  | 2  | 1  | 239  | 8   | 0  | 2.01 |     |
| 2006            | Tschechien       | Olympia         | 1  | 0  | 0  | 0  | 9    | 0   | 0  | 0.00 |     |
| Junioren gesamt | Junioren gesamt  | Junioren gesamt | 6  |    |    |    | 360  | 20  |    | 3.33 |     |
| Herren gesamt   | Herren gesamt    | Herren gesamt   | 76 | 36 | 28 | 10 | 4320 | 176 | 8  | 2.44 |     |

(Legende zur Torhüterstatistik: GP oder Sp = Spiele insgesamt; W oder S = Siege; L oder N = Niederlagen; T oder U oder OT = Unentschieden oder Overtime- bzw. Shootout-Niederlage; Min. = Minuten; SOG oder SaT = Schüsse aufs Tor; GA oder GT = Gegentore; SO = Shutouts; GAA oder GTS = Gegentorschnitt; Sv% oder SVS% = Fangquote; EN = Empty Net Goal; 1 Play-downs/Relegation; Kursiv: Statistik nicht vollständig)